# Henry Ossawa Tanner
Henry Ossawa Tanner, född den 21 juni 1859 i Pittsburgh i Pennsylvania i USA, död den 25 maj 1937 i Paris i Frankrike, var en amerikansk konstnär. Han var en av de första afroamerikanerna som rönte stor framgång som konstnär både i USA och i Europa.
Hans far var minister. Hans mor flydde från slaveriet i Sydstaterna med hjälp av Underjordiska järnvägen. Han växte upp i Philadelphia. Han började göra målningar som tonåring. Han målade landskap och djur. Tanner började studera 1880  vid Pennsylvania Academy of the Fine Arts. Han arbetade därefter som fotograf och lärare i konst. Han återupptog sina studier vid en konstakademi i Paris i Frankrike. Han valde att bosätta sig i Frankrike. På 1890-talet gjorde han målningar med motiv från afroamerikanskt familjeliv, bland annat målningarna The Banjo Lesson och The Thankful Poor. Snart började han göra målningar med bibliska motiv. Hans målningar ställdes ut 1894 i Parissalongen. Han fick 1897 en utmärkelse av Parissalongen för målningen The Raising of Lazarus. Frankrikes regering köpte upp målningen senare samma år. Tanner vann flera andra utmärkelser både i Frankrike och USA. Han utnämndes 1923 till riddare av Hederslegionen. Han blev 1927 den förste afroamerikan att erhålla fullvärdigt medlemskap i National Academy of Design i New York. Smithsonian Institution i Washington, D.C. gjorde 1969 en specialutställning av hans målningar.